# Podarcis liolepis
Podarcis liolepis — вид ящірок родини справжніх ящірок (Lacertidae). Один із 28 видів роду. Поширений в Іспанії та на півдні Франції. Мешканець середземноморських гірських і прилеглих рівнинних ландшафтів. Вид охороняється Директивою Європейського Союзу 92/43/ЄС «Про збереження природних оселищ та видів природної фауни і флори».

## Етимологія
Наукова назва роду походить від грец. ποδαρκής = швидконогий.
Донедавна у вітчизняній спеціальній літературі використовувалась назва «стінна ящірка іспанська почорніла» (Podarcis hispanica atrata). У перекладі з лат. atrata означає «почорніла».
Назва іншими мовами: Catalonian Wall Lizard (англ.; дослівно «стінна ящірка каталонська»). Columbretes Mauereidechse (нім.; дослівно «стінна ящірка колумбретська»).

## Опис

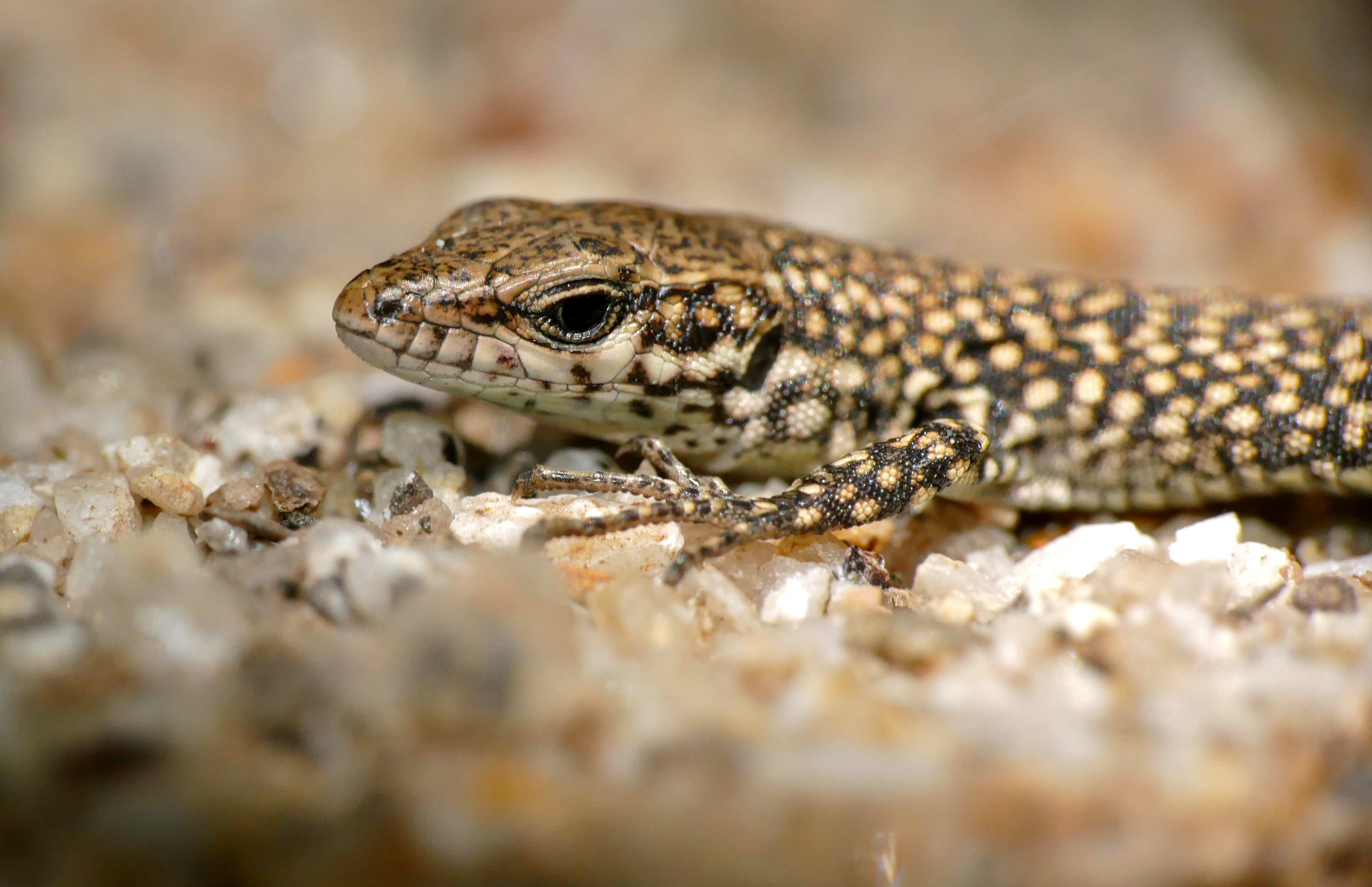

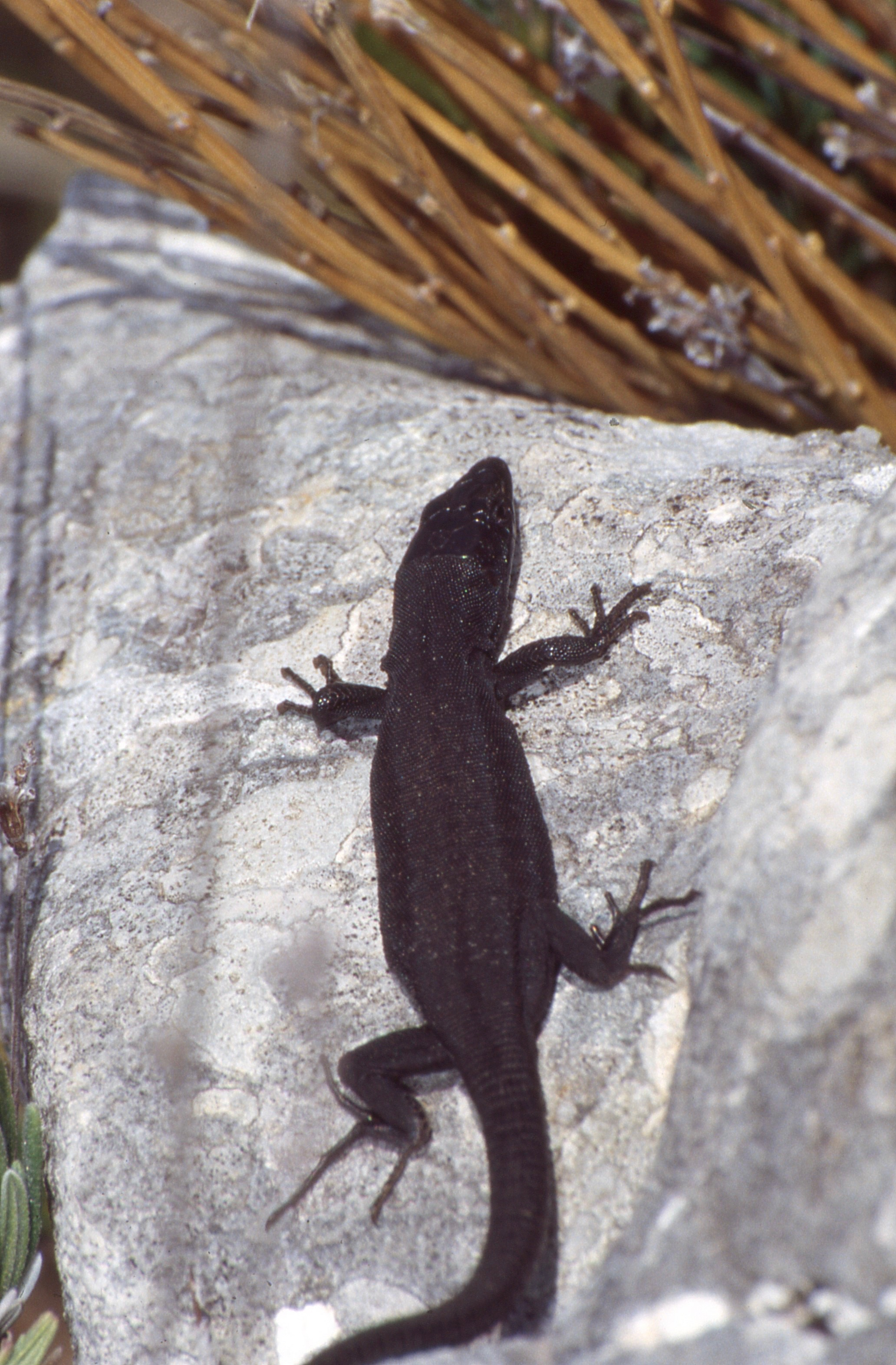
Podarcis liolepis. Меланіст

### Морфологія
Середня за розмірами стінна ящірка, із струнким тілом до 20 см завдовжки (L. + L.cd.). Довжина тіла від кінчика морди до клоаки (L.) до 6,5 см (зазвичай до 5,5 см). Хвіст (L.cd.) вдвічі перевищує довжину тулуба з головою. Самці більші за самиць. Голова маленька, довга, висока, пірамідальна, загострена, вкрита симетричними щитками. Кінцівки середнього розміру, міцні; пальці довгі й тонкі. Тіло вкрите ребристою лускою.

### Забарвлення
Спина в самців зазвичай коричнева або сірувата, але може бути яскраво зеленою, особливо в деяких південних популяціях. На відміну від ряду інших видів стінних ящірок Podarcis hispanicus complex, темна смуга уздовж хребта часто присутня, але звичайно переривчаста, черево і нижня сторона хвоста ніколи не жовті, а рожеві, цегляно-червоні або білі. Деякі особини можуть мати широкі й нечіткі темні спинно-латеральні смуги, переривчасті, що складаються з вкраплень у самців, але безперервні в самиць. Самиці зазвичай однорідного світло-коричневого кольору, з інколи світлими смугами або візерунками на боках, у той час як самці мають окремі плями на спині та боках. Черево зазвичай кремове, іноді бежеве або навіть іржаво-червоне. Зовнішня черевна луска часто синя.

## Поширення

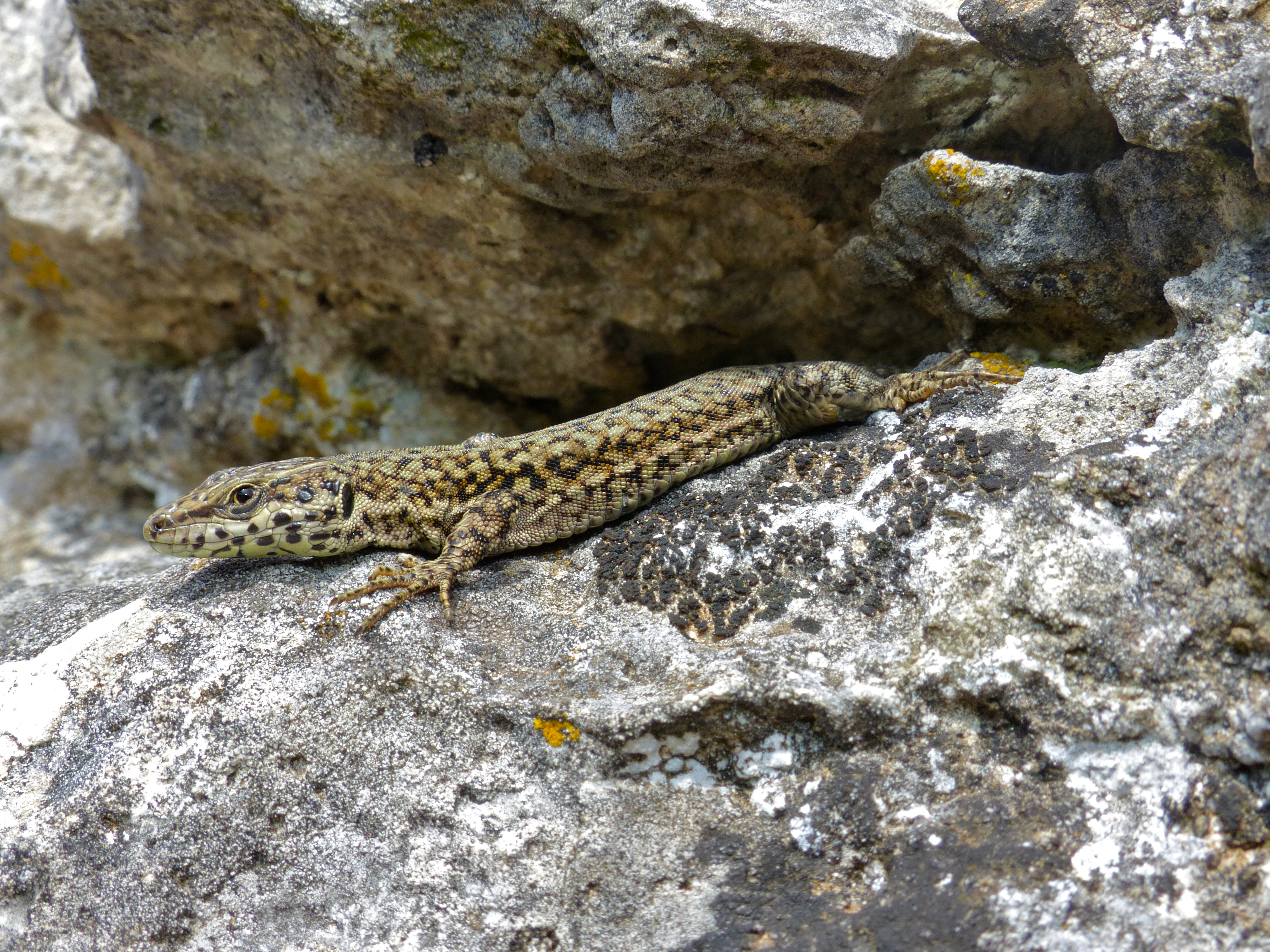
Самець Podarcis liolepis

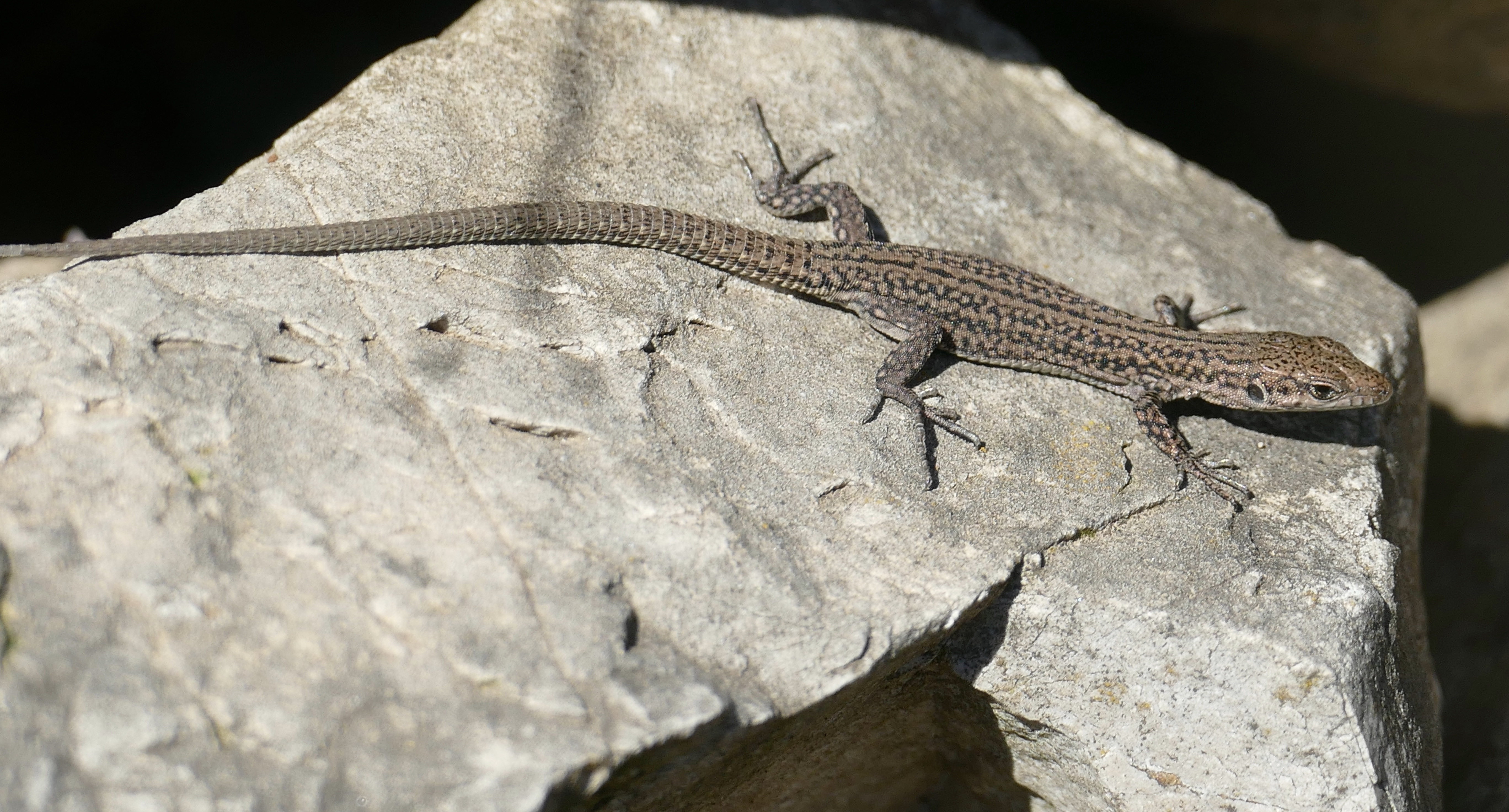
Самиця Podarcis liolepis

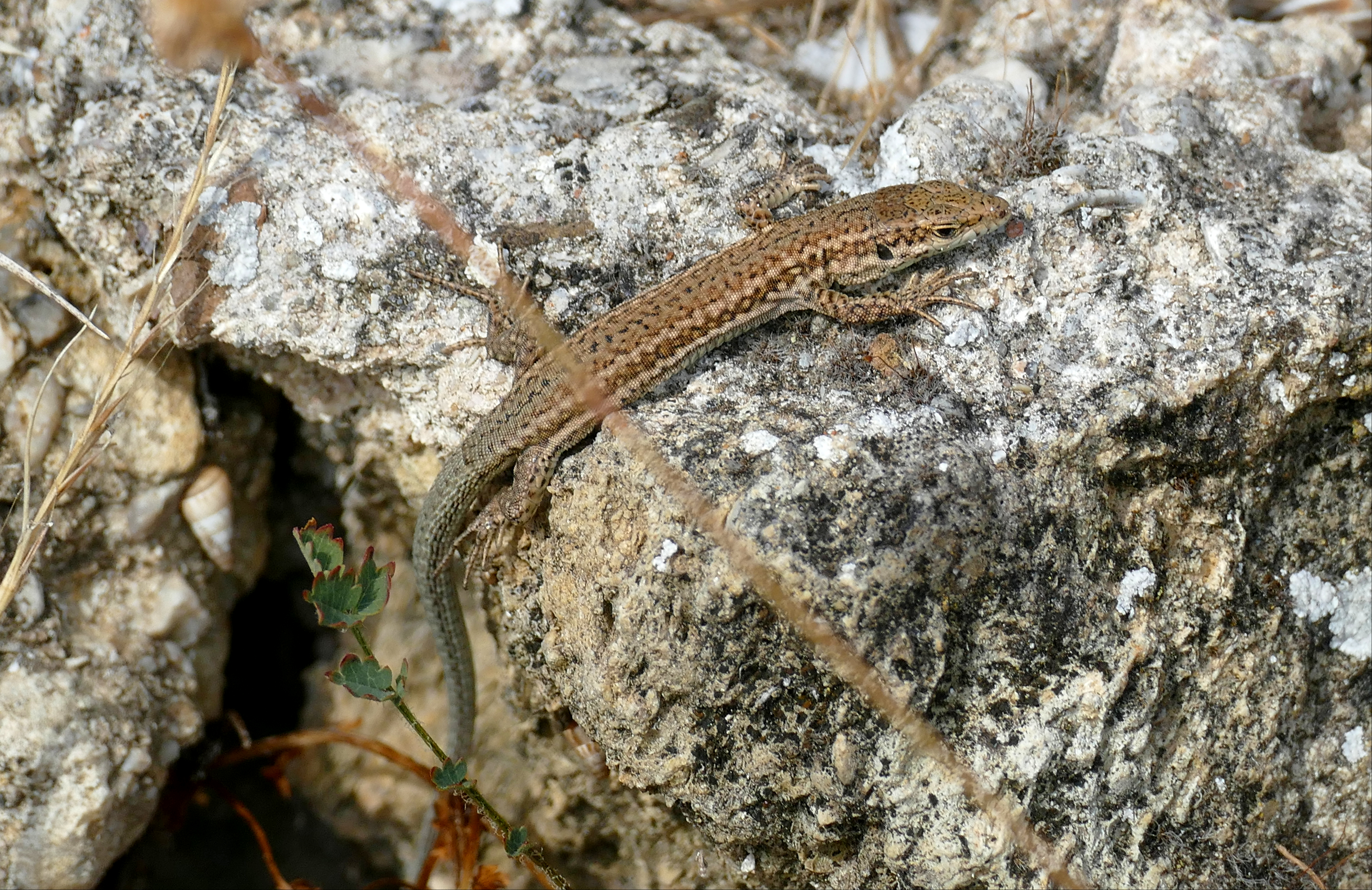
Podarcis liolepis гріється на сонці

Вид поширений на півночі Іспанії, починаючи від Самори на заході та Валенсії на півдні, включаючи архіпелаги Іберіко і Колумбретес. Кілька ізольованих популяцій відомі з вологих районів гір Бетик. Трапляється в південно-східних районах Піренеїв в Іспанії, а також Лангедок-Руссійон і Рона-Альпи у Франції (долина Рони) та в Андоррі.
Ареал виду частково перекривається з ареалом Podarcis muralis і межує з ареалами 4 видів стінних ящірок комплексу Podarcis hispanicus complex, зокрема з Podarcis bocagei, Podarcis guadarramae, Podarcis virescens і Podarcis hispanicus.

## Місця проживання
Досить евритопний вид. Населяє різноманітні, типові для стінних ящірок відкриті, переважно гірські, середземноморські ландшафти, від рівня моря до середньогір'їв (до висоти 3400 м над рівнем моря). Ящірка каталонська частіше, ніж інші стінні ящірки, трапляється навколо людських осель, на стінах, іноді на дахах будинків, у садах і виноградниках.
Стінна ящірка каталонська є звичайним видом у горбистих та гірських регіонах Кастилії, Леона та Арагону, але більш локалізована й менш численна в посушливих внутрішніх районах Іспанії, де місця проживання обмежені невеликими, еродованими скельними утвореннями або старими будівлями в селах, наприклад церквами.

## Особливості біології
Ящірки активні з лютого по листопад, іноді трапляються на поверхні у відлиги взимку. Активні вдень. Дуже спритні, легко лазять по вертикальних поверхнях, часто тримаються на валунах, великих скелях, на стовбурах дерев та інших високих місцях, де багато сонця. Коли їх турбують, вони стрімко ховаються серед каміння, у щілинах скель та стін старих будинків.
Podarcis liolepis належить до яйцекладних плазунів. У період розмноження самці ревно охороняють свої індивідуальні ділянки, оглядаючи їх із високих предметів. Парування відбувається в березні — квітні. Самиці протягом літа можуть відкладати 1—2 кладки по 1—5 яєць, які вони розміщують у тріщинах скель або під камінням. Відкладені яйця мають розмір 9 × 5 мм, але в кінці інкубаційного періоду розбухають до 15 × 8 мм. Вони розвиваються протягом 8 тижнів. Молоді ящірки, 20—25 мм завдовжки, зазвичай вилуплюються в липні. Середня тривалість життя ящірок становить близько 4—5 років. Статевої зрілості вони досягають на 2 році життя.
Живиться переважно комахами, а також іншими дрібними безхребетними.

## Охорона
Стан більшості природних популяцій виду в межах ареалу залишається більш-менш стабільним. Саме тому він, згідно з Червоним списком МСОП, отримав охоронний статус «відносно благополучний вид». Але в окремих регіонах спостерігається тенденція до зниження чисельності популяції виду, що потребує запровадження охоронних заходів. Тому, стінна ящірка каталонська охороняється Директивою Європейського Союзу 92/43/ЄС «Про збереження природних оселищ та видів природної фауни і флори» (Додаток IV. Види рослин і тварин, що становлять особливий інтерес для Європейського Союзу, які потребують суворих заходів охорони).

## Систематика
Один із 28 видів роду стінних ящірок (Podarcis).
Нещодавно проведені молекулярно-морфологічні дослідження стінної ящірки іспанської призвели до поділу виду Podarcis hispanicus complex на кілька самостійних видів, які еволюційно виокремились у різний історичний час. Виходячи з морфології, першими видами, які відокремились від комплексу, були Podarcis bocagei і Podarcis carbonelli. Подальші дослідження призвели до виділення 5 додаткових видів, у результаті в межах комплексу було описано всього 7 нових видів, у тому числі Podarcis liolepis, Podarcis guadarramae, Podarcis virescens та Podarcis vaucheri.
На одній території можуть траплятись представники 2—3 видів комплексу, що характерно і для Podarcis liolepis. Тому видова ідентифікація в межах комплексу в польових умовах залишається складною справою. Адже як самиць, так і молодих особин часто важко, якщо не неможливо, розрізнити. Тому герпетологи зосереджують свою увагу на дорослих самцях. Більшість індивідів демонструють високі показники контрастності забарвлення й кольорових візерунків протягом весни та на початку літа, тоді, як восени і взимку самці й самиці можуть виглядати блідими або навіть бути однорідного кольору, що може дуже ускладнювати їх видову ідентифікацію.
Описано декілька підвидів, але вони не є загальновизнаними і деякі з них, можливо, є просто кольоровими морфами:
- Podarcis liolepis liolepis (Північно-Східна Іспанія);
- Podarcis liolepis atratus (Східна Іспанія, архіпелаг Колумбретес);
- Podarcis liolepis cebennensis (північно-східна частина ареалу виду, Південна Франція);
- Podarcis liolepis sebastiani (північ Країни Басків, північ Наварри та прибережна Північна Кантабрія, Іспанія; прилегла південна частина Атлантичних Піренеїв, Франція; інтродукована популяція відома з Нижньої Саксонії, Німеччина).